# Pont de Padma
Le Pont de Padma, en bengali : পদ্মা সেতু, est une pont routier et ferroviaire situé au Bangladesh enjambant le Padma au Sud-Est de Dhaka. Sa construction a démarré le 26 novembre 2014. Il est inauguré le 25 juin 2022,. Il mesure 6,15 kilomètres de long. Il devait être initialement être partiellement financé par la Banque mondiale via un prêt de 1,2 milliard de dollars, mais un scandale de corruption impliquant l'entreprise SNC-Lavalin, a induit le financement directement par l'État du Bengladesh, pour un coût de 3,8 milliards de dollars. Il a été construit par l'entreprise chinoise China Major Bridge Engineering.